# Afrikaner Argentijnen
Afrikaner Argentijnen zijn de afstammelingen van Afrikaanstalige Boeren die van 1903 tot 1909 emigreerden van Zuid-Afrika naar de provincie Chubut in Patagonië, Argentinië. De grootste concentratie van Boeren bevindt zich rond de steden Comodoro Rivadavia en Sarmiento.

## Geschiedenis
De migratie van Boeren naar Argentinië vond plaats na de verloren Tweede Boerenoorlog. Zo'n 600 Boerenfamilies weigerden om onder Brits gezag te leven en bovendien waren veel boerderijen door de tactiek van de verschroeide aarde verbrand. Door de Argentijnse president Julio Argentino Roca werden de Boeren naar Argentinië gehaald in de hoop dat de ze het droge gebied van Patagonië konden verbouwen.
Toen er vanwege een tekort aan drinkwater naar water werd geboord stuitten de Boeren op olie. De mineraalrechten behoorden echter aan de staat toe waardoor de Boeren er geen winst konden maken.

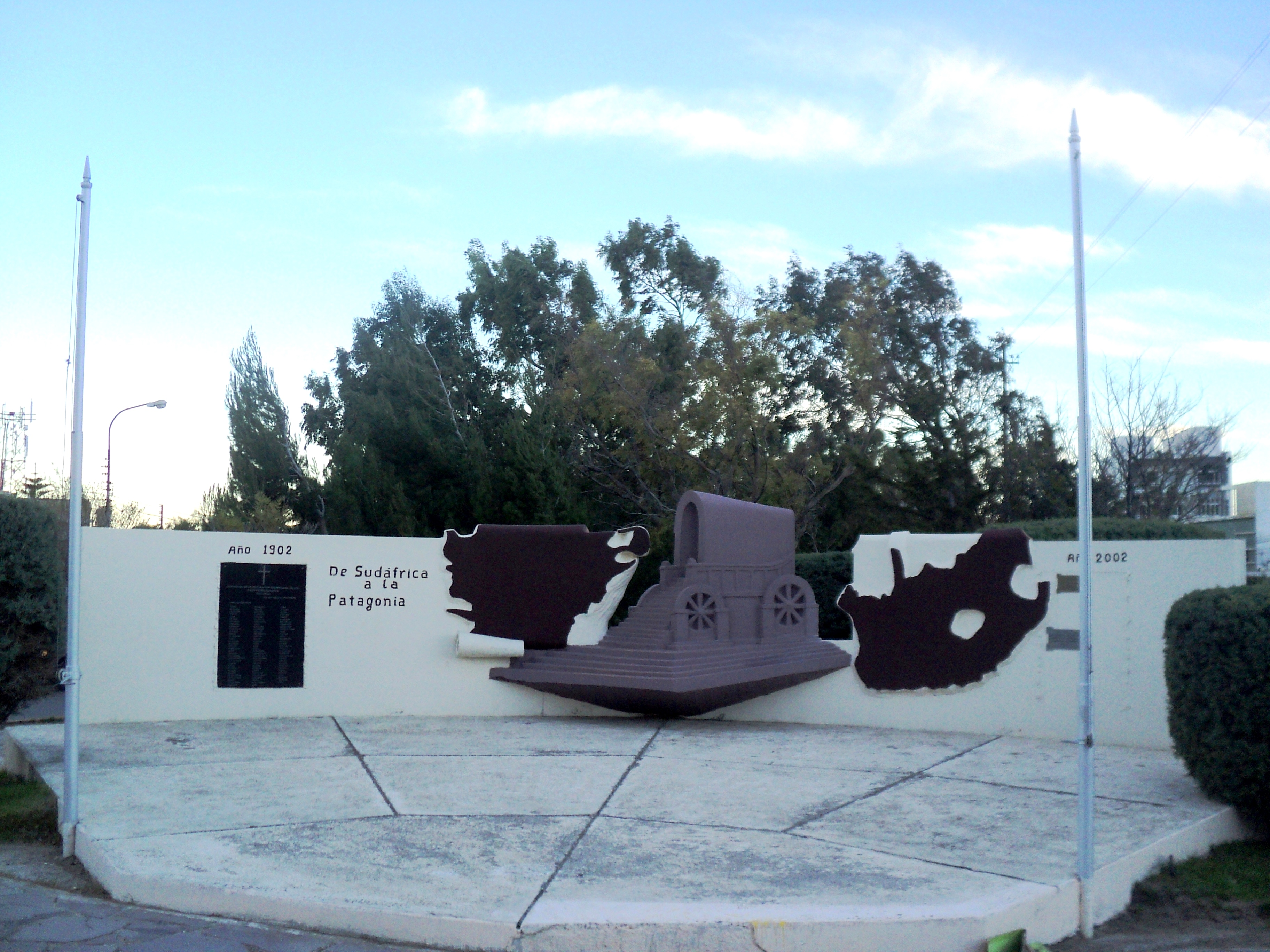
Monument aan de immigranten in Comodoro Rivadavia, 2002.

## Tegenwoordig
In de 21e eeuw zijn de afstammelingen van de Boeren grotendeels geïntegreerd met de Argentijnen. Afrikaans wordt door nog maar slechts een handjevol mensen vloeiend gesproken. Sporen van de Afrikaner cultuur leven echter nog altijd voort; zo wordt er melktert gebakken en Sarie Marais gezongen.
In 2015 verscheen de documentaire The Boers at the end of the world / Boere op die Aardsdrempel over de laatste generatie Afrikaanstalige afstammelingen in Argentinië.